# Tino Livramento
Valentino Francisco Livramento (Croydon, 12 november 2002) is een Engels voetballer die doorgaans als rechtsback speelt. Hij verruilde Southampton in augustus 2023 voor Newcastle United.

## Clubcarrière
Livramento werd in 2009 opgenomen in de jeugdopleiding van Chelsea en was hierin twaalf seizoenen actief. Hij zat in mei 2021 twee keer op de bank bij het eerste elftal, maar tot een debuut kwam het niet. Livramento verruilde Chelsea in augustus 2021 vervolgens voor Southampton. Hiervoor debuteerde hij op 14 augustus 2021 in de Premier League, uit bij Everton. Livramento werd bij Southampton meteen basisspeler. Zijn eerste competitiedoelpunt volgde op 23 oktober 2021 tegen Burnley. Een gescheurde kruisband maakte in april 2022 een einde aan zijn seizoen. Het kostte hem bijna een jaar om hiervan te herstellen. Hierdoor kwam hij in 2022/23 alleen tijdens de twee laatste competitieronden in actie.
Livramento tekende in augustus 2023 een contract tot medio 2028 bij Newcastle United, de nummer vier van Engeland in het voorgaande seizoen. Dat betaalde 37 miljoen euro voor hem aan Southampton.

## Clubstatistieken
| Seizoen     | Club        | Competitie     | Competitie | Competitie | Competitie | Beker | Beker | Beker | Internationaal | Internationaal | Internationaal | Totaal | Totaal | Totaal |
| Seizoen     | Club        | Competitie     | Wed.       | Dlp.       | Ass.       | Wed.  | Dlp.  | Ass.  | Wed.           | Dlp.           | Ass.           | Wed.   | Dlp.   | Ass.   |
| ----------- | ----------- | -------------- | ---------- | ---------- | ---------- | ----- | ----- | ----- | -------------- | -------------- | -------------- | ------ | ------ | ------ |
| 2021/22     | Southampton | Premier League | 28         | 1          | 2          | 4     | 0     | 0     | —              | —              | —              | 32     | 1      | 2      |
| 2022/23     | Southampton | Premier League | 0          | 0          | 0          | 0     | 0     | 0     | —              | —              | —              | 0      | 0      | 0      |
| Club Totaal | Club Totaal | Club Totaal    | 28         | 1          | 2          | 4     | 0     | 0     | 0              | 0              | 0              | 32     | 1      | 2      |
| TOTAAL      | TOTAAL      | TOTAAL         | 28         | 1          | 2          | 4     | 0     | 0     | 0              | 0              | 0              | 32     | 1      | 2      |

## Interlandcarrière
Livramento speelde in bijna alle Engelse nationale jeugdselecties vanaf Engeland –15.